# Bosbaan
De Bosbaan is een roeibaan in het Amsterdamse Bos. In 1934 werd begonnen met het graven van deze roeibaan in het kader van de werkverschaffing.
Op 6 mei 1937 werd de eerste roeiwedstrijd gehouden op de toen 2200 meter lange en 72 meter brede baan. Dat betrof de 60e editie van de  Varsity, die eerder in het Noordzeekanaal werd gehouden. Omdat de Bosbaan te kort was voor de Varsity werd met deze wedstrijd in 1940 uitgeweken naar een andere locatie. Alleen in 1971 is de Bosbaan voor deze wedstrijd nog eenmalig gebruikt.
De Bosbaan vormde wel een alternatief voor de rivier de Amstel en de Ringvaart van de Haarlemmermeerpolder, waar ook roeiwedstrijden werden gehouden. De waterdiepte bedraagt 3 meter en voldoet hiermee net aan de minimumeis voor internationale wedstrijden.
Om aan de geldende regels te voldoen voor internationale roei-evenementen is de Bosbaan twee keer verbreed. De eerste keer in 1963 met een verbreding naar zes banen en 92 meter, voorafgaand aan het Europees kampioenschap van 1964. De tweede keer was in 2001 naar 118 meter en acht wedstrijdbanen om aan de huidige voorwaarden voor wereldkampioenschappen te voldoen. Hoewel er een wens was om met de verbreding de baan enkele graden te draaien, is dit niet gebeurd. De baan is alleen aan de noordzijde verbreed. Zodoende staat de starttoren niet meer ter hoogte van de middellijn van de baan maar iets ten zuiden ervan, en moesten de aan de noordzijde gelegen tribune en finishtoren worden afgebroken.
Aangezien de Wereldkampioenschappen van 2026 op de Bosbaan zullen plaatsvinden wordt de Bosbaan en directe omgeving vanaf januari 2025 tot medio 2026 grondig gerenoveerd. Hierbij worden onder meer het beheerdersgebouw en het botenhuis opgeknapt, en alle kabels en afstandsborden boven de roeibaan en balisage in de roeibaan vervangen.

## Nationale- en studentenroeiwedstrijden
Onder andere
- Hollandia/NK Kleine nummers
- Nationale Slotwedstrijden
- Skøll Cup
- Asopos Najaarswedstrijden
- Orca's Competitie Slotwedstrijden en Bedrijfsachtenregatta
- Okeanos Competitie Toernooi
- ARB
- NK Grote nummers
- Argo Sprint

## Internationale roeiwedstrijden
Grote internationale roewedstrijden die op de Bosbaan plaatsvonden zijn onder meer de Europese kampioenschappen (1937, 1949, 1954, 1964, 1977) en de wereldkampioenschappen (1977, 2011).
De Koninklijke - Holland Beker (K-HB) is een door de internationale roeibond FISA erkende top-roeiregatta en is een beroemde internationale klassieker in de roeisport die kan vergeleken worden met de Henley Royal Regatta.
In juli 2005 zijn de eerste internationale kampioenschappen op de Bosbaan geroeid sinds de laatste verbreding (2001) : de WU23, de wereldkampioenschappen voor roeiers tot 23 jaar. In 2006 werden de wereldkampioenschappen voor junioren (World Junior Championships) op de Bosbaan gehouden en in 2007 was de Bosbaan de locatie van de tweede wedstrijd in de wereldbeker roeien.
Grote internationale toernooien op de Bosbaan:
- 1937: Europese kampioenschappen
- 1949: Europese kampioenschappen
- 1954: Europese kampioenschappen
- 1964: Europese kampioenschappen
- 1966: Europese kampioenschappen
- 1977: Wereldkampioenschappen
- 2005: Wereldkampioenschappen onder 23
- 2007: Wereldbeker
- 2010: European Universities Rowing Championships (Studenten EK)
- 2011: Wereldkampioenschappen onder 23
- 2013: World Cup
- 2014: Wereldkampioenschappen

## Andere sporten

### Scouting
Elk jaar (uitzondering 2020 en 2021) wordt op de bosbaan op de derde zondag van september het spier-element van de RZW (Roei- Zeil en Wrikwedstrijden) gehouden. Er roeien dan circa 400 scouts over de bosbaan. Bijzonder hieraan is dat de scoutingboten dan door de kleine sluis heen gaan aan de noordzijde van de baan.

### Zwemmen
De Bosbaan is ook jarenlang plek voor de opening van het langebaanseizoen voor de buitenwater-zwemmers geweest. De wedstrijden werden georganiseerd op de Bosbaan door de Amsterdamse zwemverenigingen Het Y en DJK. De deelnemers voor de langste wedstrijdafstanden, de 2 kilometer schoolslag en vrije slag, werden met veewagens naar het einde van de roeibaan gereden: de finish was voor de tribune. Verder werden er ook wedstrijden over 1 kilometer vrije slag gezwommen en verschillende recreatieve prestatietochten.
Om de traditie voort te zetten is in 2013 de Open Water zwemwedstrijd weer voor het eerst sinds 17 jaar georganiseerd door Zwemvereniging OEZA uit Heemskerk.

### Vissen
Gedurende het hengelseizoen is de gehele noordkant een geliefde visstek. De zuidzijde (de Amstelveense kant) is dat in mindere mate, want daar ligt een fietspad en een weg waar auto's toegestaan zijn.

### Kanovaren
Jaarlijks worden op de Bosbaan de Nationale Kampioenschappen Kanosprint gehouden, welke plaatsvinden over 200, 500 en 1000 meter.

### Drakenbootvaren
Elk jaar worden er in september twee drakenboottoernooien gehouden. De EHDC-Regatta georganiseerd door de EHDC (Eerste Hollandse Drakenboot Club) en het Nederlands Kampioenschap Drakenbootvaren georganiseerd door de NDBF (Nederlandse Drakenboot Federatie). Op beide toernooien worden alle afstanden (200m, 500m en 2000m) gevaren op de laatste 500m van de Bosbaan.
In 2010 zijn op de Bosbaan de Europese Kampioenschappen drakenboot varen gehouden.